# Vladimir Korneev
Vladimir Korneev (n. 1987, Manglisi, Tetri Tsqaro Municipality⁠(d), Kvemo Karti, Georgia) este un cântăreț de operă german.